# Uporabna matematika
Uporábna matemátika je veja matematike, ki se ukvarja z matematičnimi tehnikami v uporabi matematičnega znanja na drugih področjih, kot je na primer tehniška matematika.